# Веллстон (Оклахома)
Веллстон (англ. Wellston) — місто (англ. town) в США, в окрузі Лінкольн штату Оклахома. Населення — 679 осіб (2020).

## Географія
Веллстон розташований за координатами 35°41′10″ пн. ш. 97°3′46″ зх. д. / 35.68611° пн. ш. 97.06278° зх. д. (35.686102, -97.062689).  За даними Бюро перепису населення США в 2010 році місто мало площу 3,51 км², з яких 3,48 км² — суходіл та 0,04 км² — водойми.

## Демографія
Згідно з переписом 2010 року, у місті мешкало 788 осіб у 320 домогосподарствах у складі 217 родин. Густота населення становила 224 особи/км².  Було 376 помешкань (107/км²).
Расовий склад населення:
| - 87,1 % — білих - 4,1 % — корінних американців - 3,2 % — чорних або афроамериканців - 0,3 % — вихідців з тихоокеанських островів - 0,1 % — азіатів - 1,1 % — осіб інших рас |

До двох чи більше рас належало 4,2 %. Частка іспаномовних становила 2,0 % від усіх жителів.
За віковим діапазоном населення розподілялося таким чином: 27,0 % — особи молодші 18 років, 60,2 % — особи у віці 18—64 років, 12,8 % — особи у віці 65 років та старші. Медіана віку мешканця становила 37,4 року. На 100 осіб жіночої статі у місті припадало 94,1 чоловіків;  на 100 жінок у віці від 18 років та старших — 87,3 чоловіків також старших 18 років.
Середній дохід на одне домашнє господарство  становив 53 624 долари США (медіана — 47 667), а середній дохід на одну сім'ю — 62 117 доларів (медіана — 51 667). Медіана доходів становила 38 929 доларів для чоловіків та 37 250 доларів для жінок. За межею бідності перебувало 10,9 % осіб, у тому числі 14,2 % дітей у віці до 18 років та 8,2 % осіб у віці 65 років та старших.
Цивільне працевлаштоване населення становило 405 осіб. Основні галузі зайнятості: освіта, охорона здоров'я та соціальна допомога — 17,8 %, будівництво — 12,6 %, роздрібна торгівля — 10,9 %.